# Suitengūmae (métro de Tokyo)
Suitengūmae (水天宮前, Suitengūmae-eki) est une station du métro de Tokyo sur la ligne Hanzōmon dans l'arrondissement de Chūō à Tokyo. Elle est exploitée par le Tokyo Metro.

## Situation sur le réseau
La station Suitengūmae est située au point kilométrique (PK) 10,8 de la ligne Hanzōmon.

## Histoire
La station a été inaugurée le 28 novembre 1990.

## Services aux voyageurs

### Accès et accueil
La station est ouverte tous les jours. Elle se compose d'un quai central encadré par deux voies.
En moyenne, 73 116 voyageurs ont fréquenté quotidiennement la station en 2015.

### Desserte
Ligne Hanzōmon :
- voie 1 : direction Shibuya (interconnexion avec la ligne Tōkyū Den-en-toshi pour Chūō-Rinkan)
- voie 2 : direction Oshiage (interconnexion avec la ligne Tōbu Skytree pour Kuki et Minami-Kurihashi)

Installations de la station
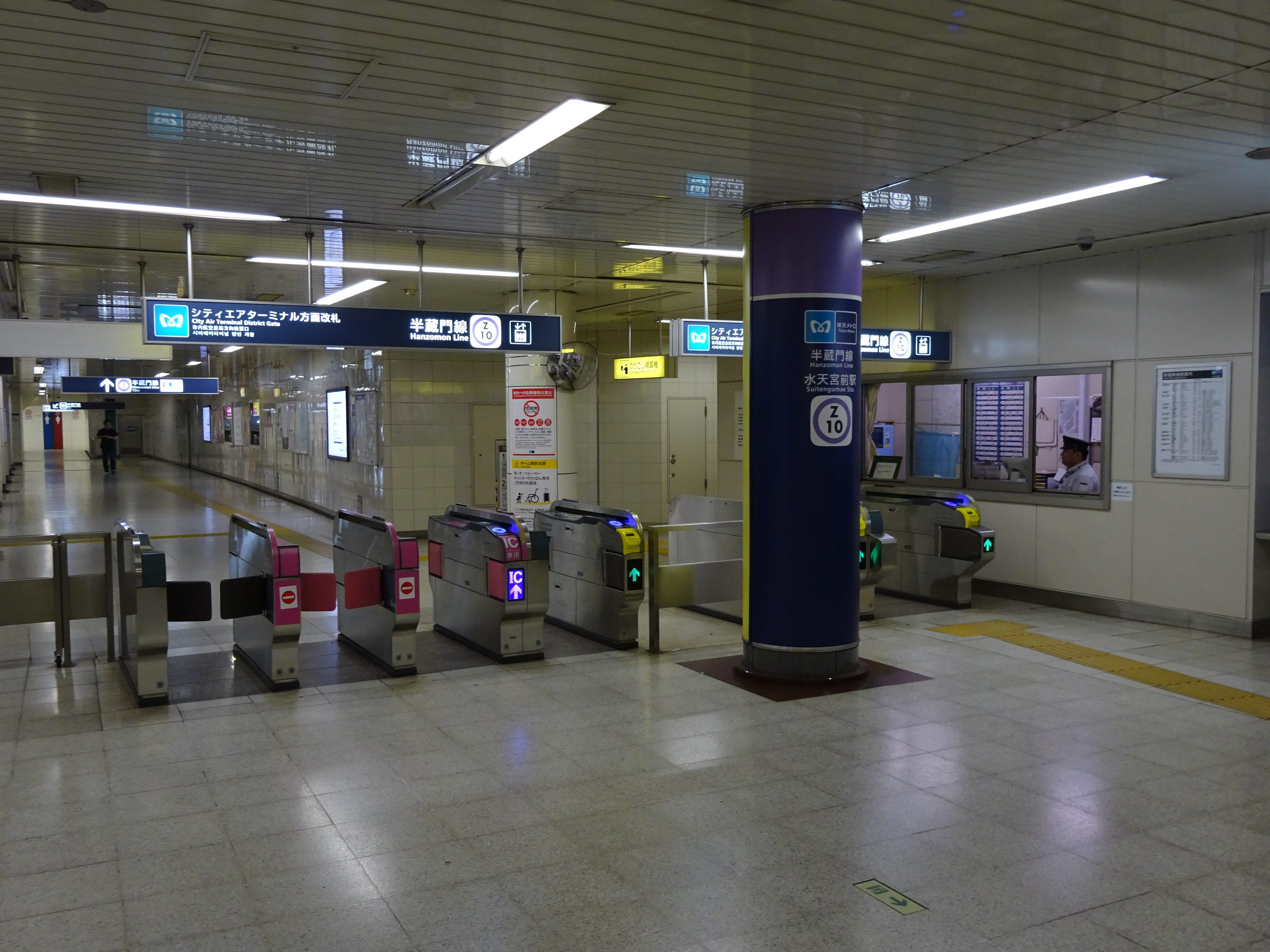
Ligne de contrôle
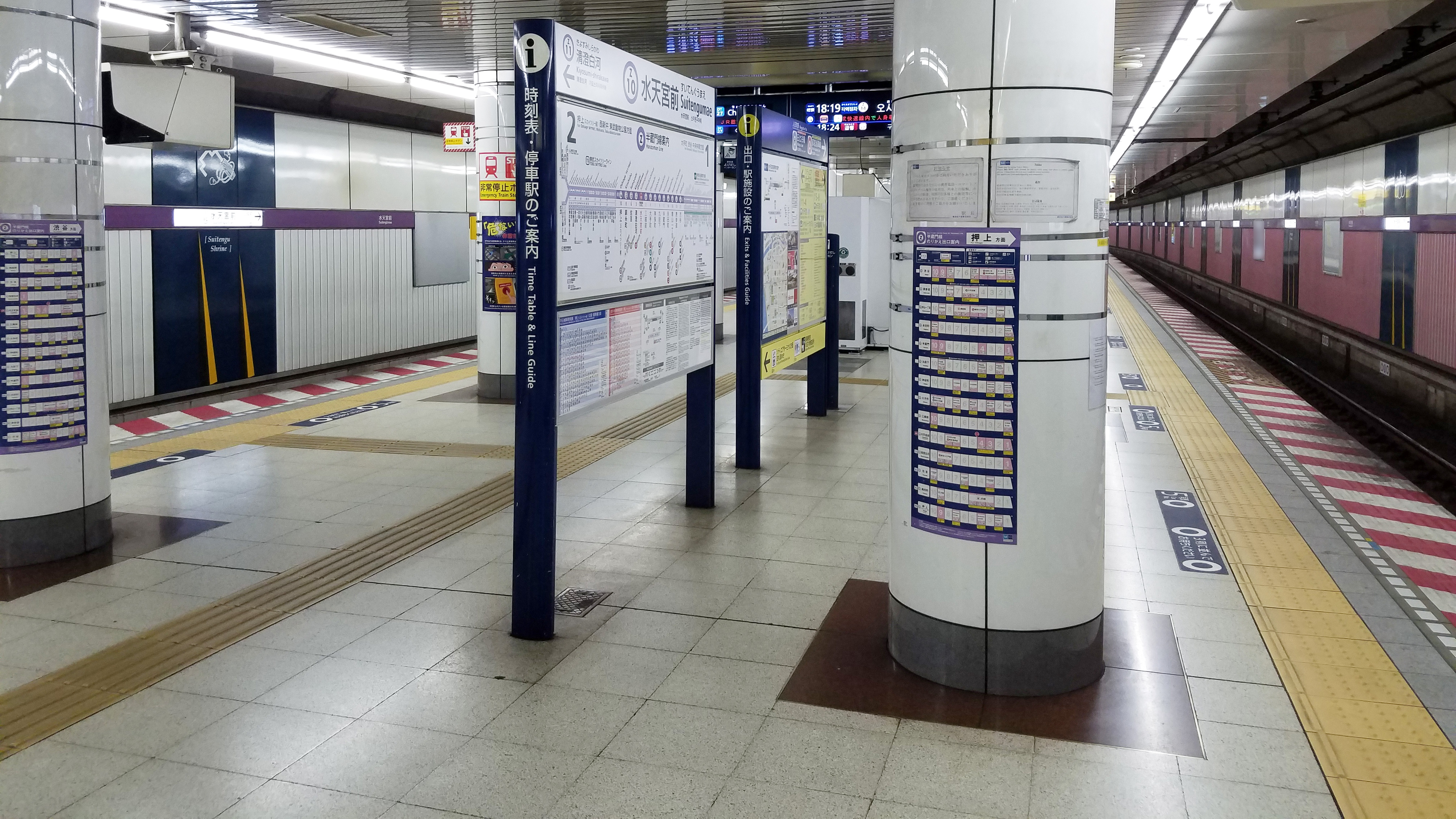
Quai de la ligne Hanzōmon

## À proximité
- Le Suiten-gū, qui donne son nom à la station.